# Мусаб Аль-Джувайр
Мусаб Аль-Джувайр (араб. مصعب الجوير; нар. 20 червня 2003) — саудівський футболіст, півзахисник клубу «Аль-Гіляль».

## Клубна кар'єра
Аль-Джувайр є вихованцем клубу «Аль-Гіляль». Він був переведений до першої команди під час літніх зборів 2021 року. 8 серпня 2021 року підписав свій перший професійний контракт з клубом.
13 вересня 2021 року дебютував у команді в матчі Ліги чемпіонів АФК проти «Естеглала» (2:0). Аль-Джувайр дебютував у чемпіонаті та забив свій перший гол за клуб 4 листопада в переможному матчі проти клубу «Дамак» (2:0).

## Виступи за збірні
2022 року грав у складі юнацької збірної Саудівської Аравії (U-19), загалом на юнацькому рівні взяв участь у 2 іграх.
6 січня 2023 року дебютував в офіційних матчах у складі національної збірної Саудівської Аравії в матчі Кубка націй Перської затоки проти Ємену (2:0), в якому забив гол. Загалом зіграв на турнірі в усіх трьох іграх, але саудівці не вийшли з групи.

## Досягнення
- Чемпіон Саудівської Аравії: 2021/22
- Переможець Ліги чемпіонів АФК: 2021
- Володар Суперкубка Саудівської Аравії: 2021, 2024
- Володар Королівського кубка Саудівської Аравії: 2022/23